# Wyeomyia negrensis
Wyeomyia negrensis är en tvåvingeart som beskrevs av Gordon och Evans 1922. Wyeomyia negrensis ingår i släktet Wyeomyia och familjen stickmyggor. Inga underarter finns listade i Catalogue of Life.